# Саліфу Моді
Саліфу Моді (Фр:Salifou Modi араб. ساليفو مودي народився 12 жовтня 1962) — глава збройних сил Нігеру з 2020 року, учасник військового перевороту у Нігері 2023 року. 1 червня 2023 року він був призначений послом в Об'єднаних Арабських Еміратах.